# Hatert
Hatert is een stadswijk van Nijmegen, gebouwd rondom een voormalig dorp met dezelfde naam. Op 1 januari 2023 telde de wijk 10.125 inwoners, verdeeld over 5.074 woningen, met een gemiddelde WOZ-waarde van € 265.000, op een oppervlakte van 1,59 km². De wijk is qua inwonertal de grootste van de stad. Het is gelegen tussen het Maas-Waalkanaal, het industrieterrein Winkelsteeg, de Grootstalselaan en de Malderburchtstraat.
In maart 2007 werd de wijk met 39 andere wijken door minister Vogelaar van Wonen, Wijken en Integratie op de lijst gezet van veertig wijken die voor verbetering in aanmerking komen.

## Opbouw
De wijk kent een strakke stedenbouwkundige opbouw. Architectonisch is de wijk slechts beperkt afwisselend; er zijn laagbouwwoningen met platte daken en rechthoekige flatgebouwen. Daarnaast zijn er verschillende groenstroken aangelegd. De nieuwere wooncomplexen nabij Winkelhart Hatert hebben ook rondere vormen, zoals de zogenaamde Banaan.
Het noordelijk deel van Hatert, de Edelstenenbuurt, bestaat overwegend uit koopwoningen, in tegenstelling tot de woningen ten zuiden van de Hatertseweg, die meestal huurwoningen zijn. Aan de randen van de wijk staan verschillende grote etagecomplexen, zoals de studentenflat Vossenveld. Het grootste deel van Hatert werd gebouwd tussen 1955 en 1965.
Sinds 1995 is er een groei te zien in het aantal kinderen, maar de wijk heeft te maken met een vergrijzing. Daarnaast hebben relatief veel allochtonen zich er gevestigd.

## Geschiedenis
Reeds in de Romeinse tijd moet er in Hatert bewoning zijn geweest, gezien een aantal opgravingen aan het einde van de 20e eeuw.

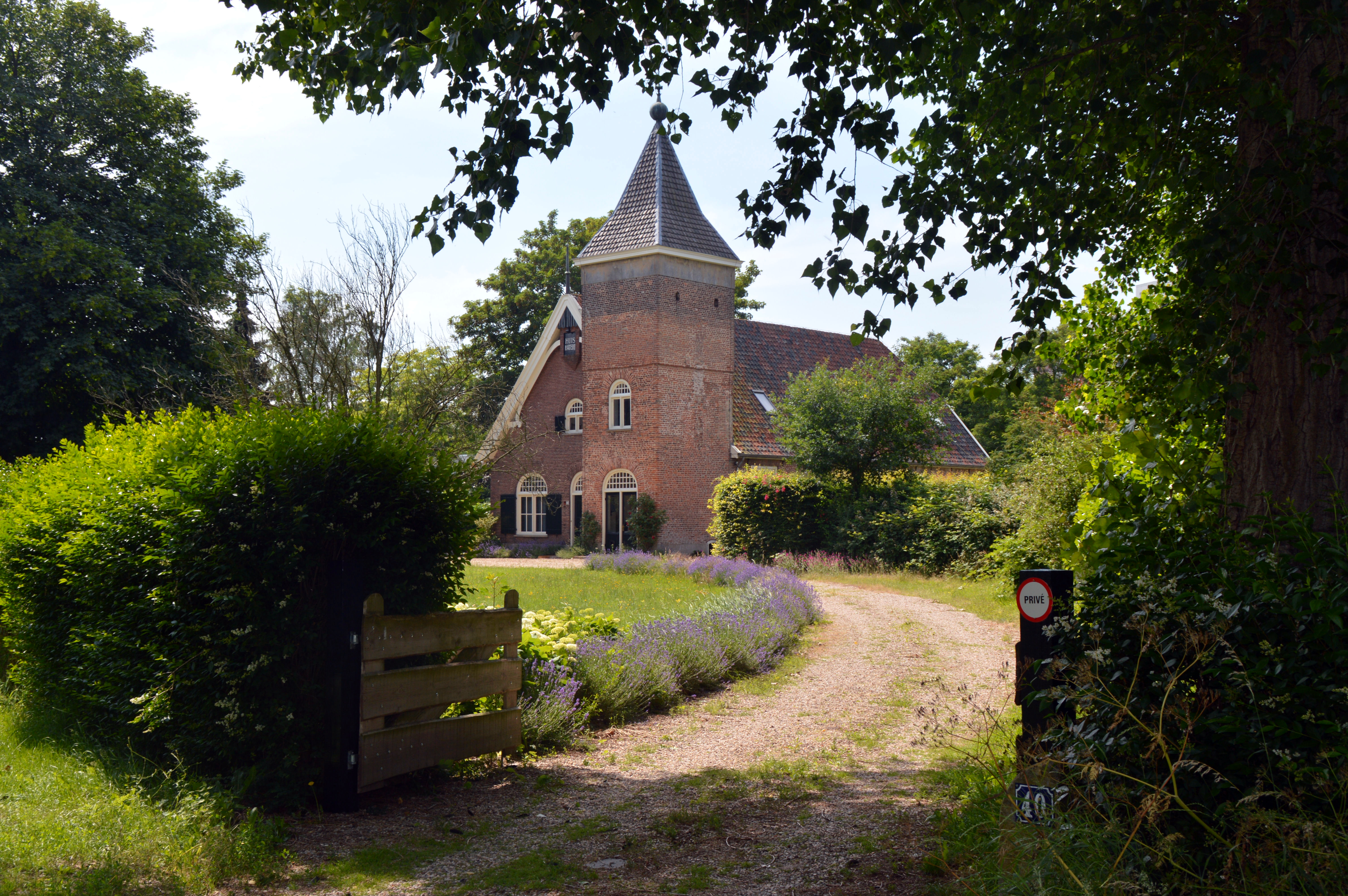
Huis Hatert (c. 1300)

De naam Hatert zou net als de plaatsnamen Hattem, Heteren en de streeknaam de Hetter afgeleid kunnen zijn van Chattuarii of Hattuarii, Hetware, een stam die in de zesde eeuw optrok naar het westen. Net als bij Bataven en Betuwe, zou het bij Hatert en Heteren om twee vormen van dezelfde naam gaan.
De naam kent meerdere vormen, waarvan de vermeldingen zijn terug te vinden tot in de 14e eeuw: In Hautert (1310), pago Hatert (1375) in parochia de Hautart (1437). Hatert heeft zijn naam gegeven aan het adellijk geslacht Ten Haltert of Ten Hautert die in het gebied leefde; een vroege vermelding is Rudolf van der Hautert (1424).
In Hatert stonden drie versterkte landhuizen: Huis Hatert, Duckenburg en Hulsen. Deze landhuizen werden gebruikt bij belegeringen van Nijmegen.
Tot de jaren zestig was Hatert een dorp, dat vrij lag van de stad Nijmegen. Dit is nog te zien aan enkele boerderijen aan de Hatertseweg. Deze weg eindigde vroeger op het dorpsplein, waar een neogotische kerk uit 1844 gelegen was, gebouwd door de Dominicanen. De kerk werd in 1967 gesloopt bij de aanleg van het talud voor de Hatertsebrug over het Maas-Waalkanaal. Het voormalige dorpsplein werd daardoor de huidige kruising Van Boetbergweg, Couwenbergstraat, Hatertseweg en Vossendijk.
In de jaren zestig werd Hatert uitgebreid met meer dan 3.500 woningen en ging het functioneren als stadswijk van Nijmegen. De wijk kreeg een strak, rechthoekig stratenpatroon. Er werden overwegend eengezinswoningen gebouwd in laagbouw met platte daken, en enkele flatwoningen aan de rand van de wijk. Ook werd er tussen 1963 en 1965 een nieuwe kerk gebouwd, de Antonius Abtkerk, ontworpen door de Tilburgse architect Jos Schijvens. Deze werd in 2002 gesloopt en in 2004 werd er een nieuwe, veel kleinere kerk geopend.
Het meest bezienswaardige gebouw in Hatert is Huis Hatert, oorspronkelijk een kasteel uit de veertiende eeuw. Het huidige gebouw is als boerderij opgetrokken in de negentiende eeuw. Huis Hatert is een rijksmonument.

## Vogelaarwijk
In 2006 werd Hatert 'benoemd' tot probleemwijk van Nijmegen. Het aandeel niet-westerse allochtonen ligt in Hatert op 21 procent en dat is ruim onder het gemiddelde van de vogelaarwijken (48 procent). Het aandeel sociale huurwoningen ligt in Hatert op 76 procent. In Hatert werkt 55% van de inwoners, de rest is afhankelijk van een uitkering. Ruim de helft van de huishoudens in Hatert heeft een laag inkomen, velen hebben een uitkering en een lage opleiding.

## Geboren
- Wiet Ledeboer (1888-1973), voetballer
- Leo Poos (1901-1990), politieman, oorlogsmisdadiger
- Fons de Poel (1955), journalist en televisiepresentator

## Afbeeldingen

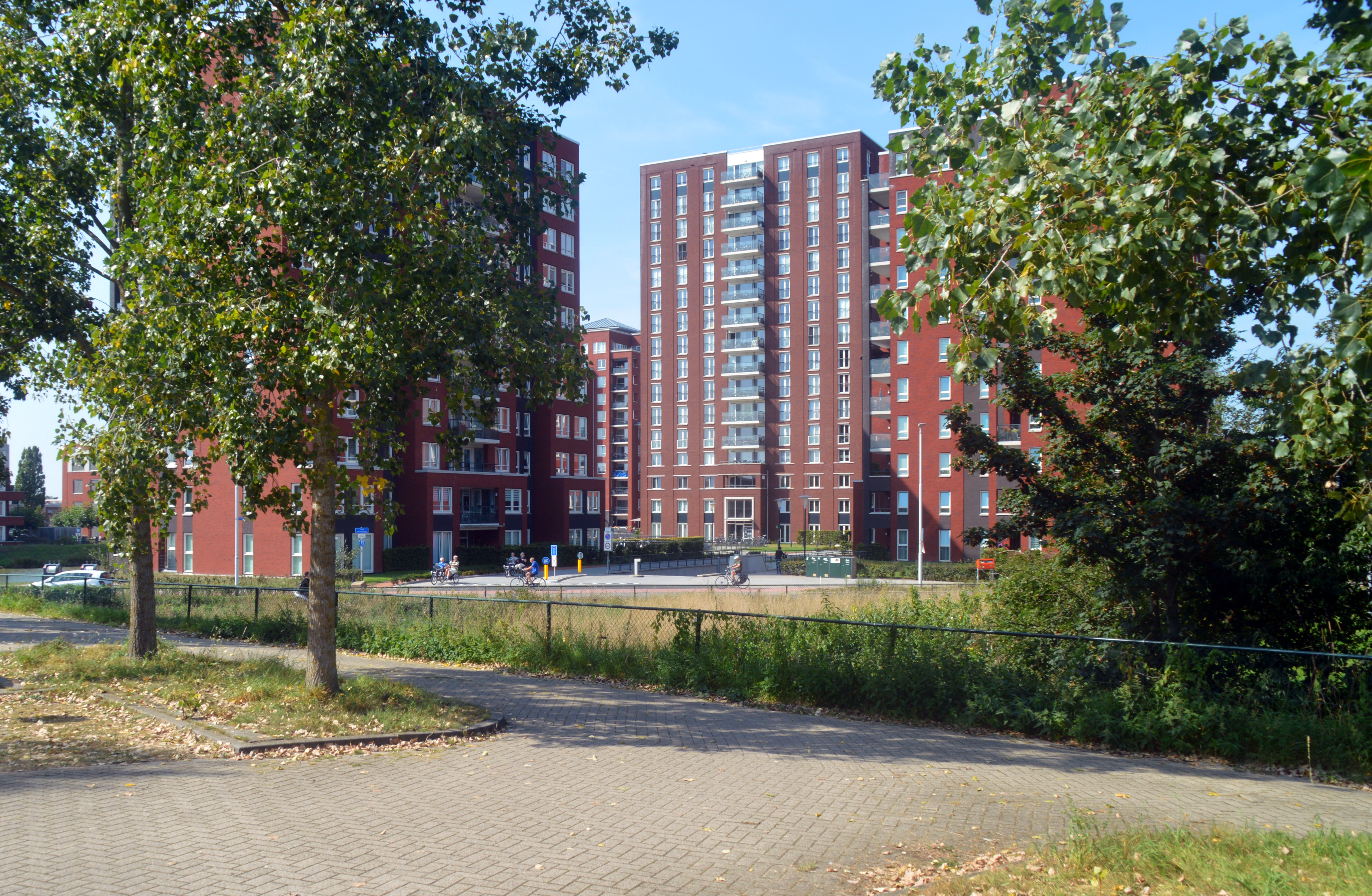
Wooncomplex
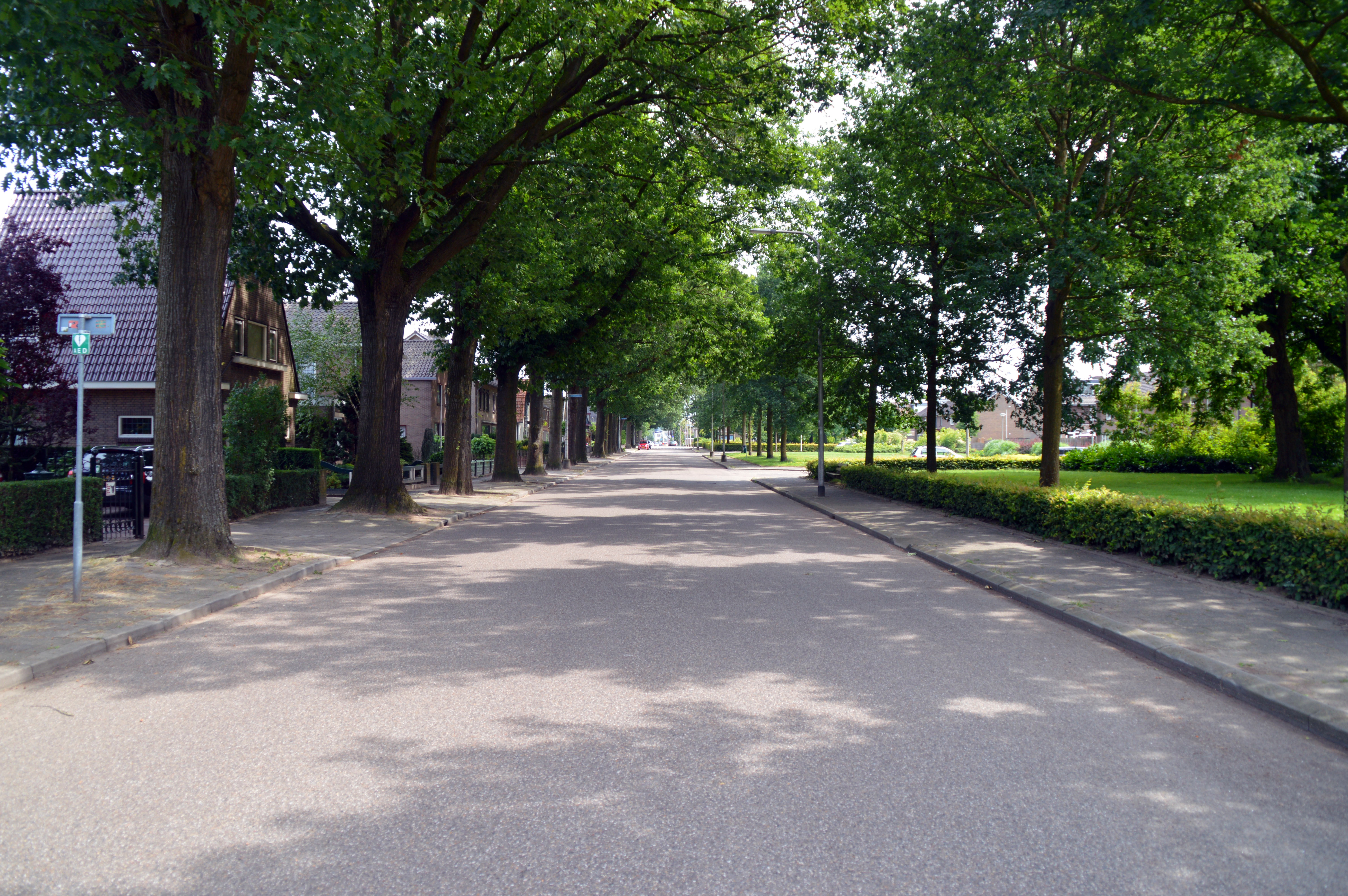
Winkelsteegseweg
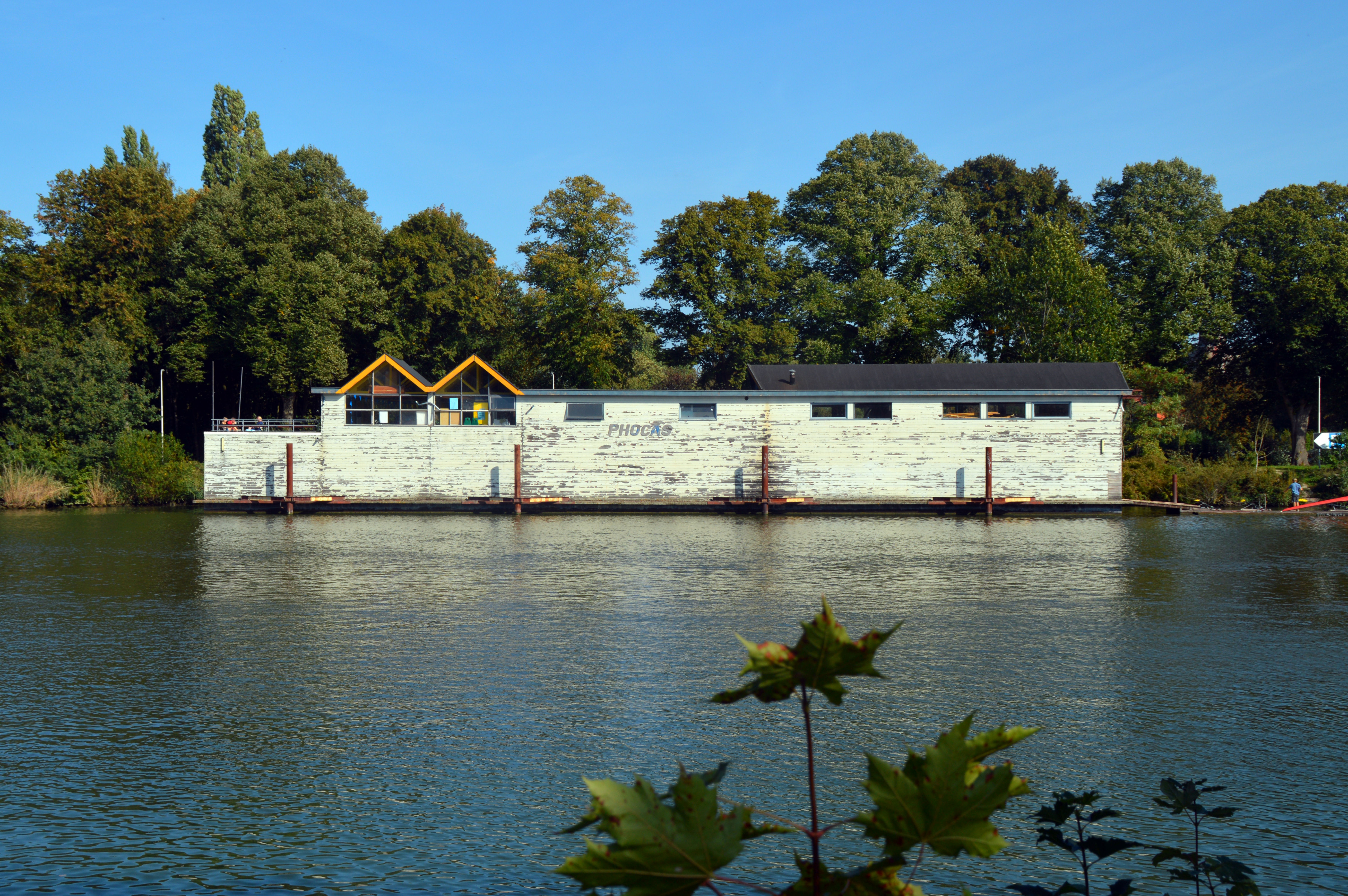
Botenhuis Nijmeegse Studenten Roeivereniging Phocas op het Maas Waal kanaal
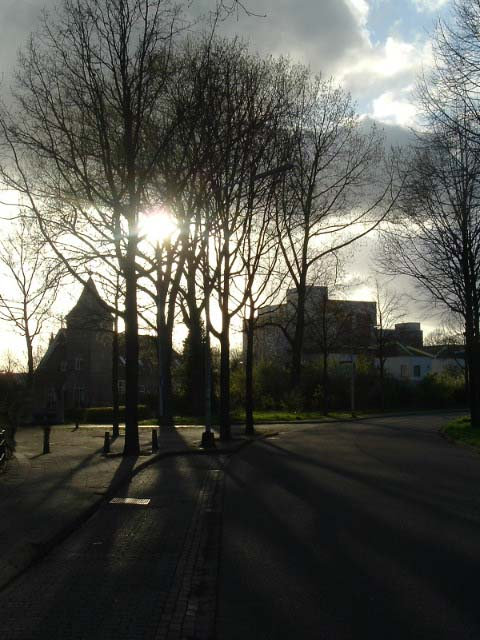
Huis Hatert met studentencomplex Vossenveld op de achtergrond
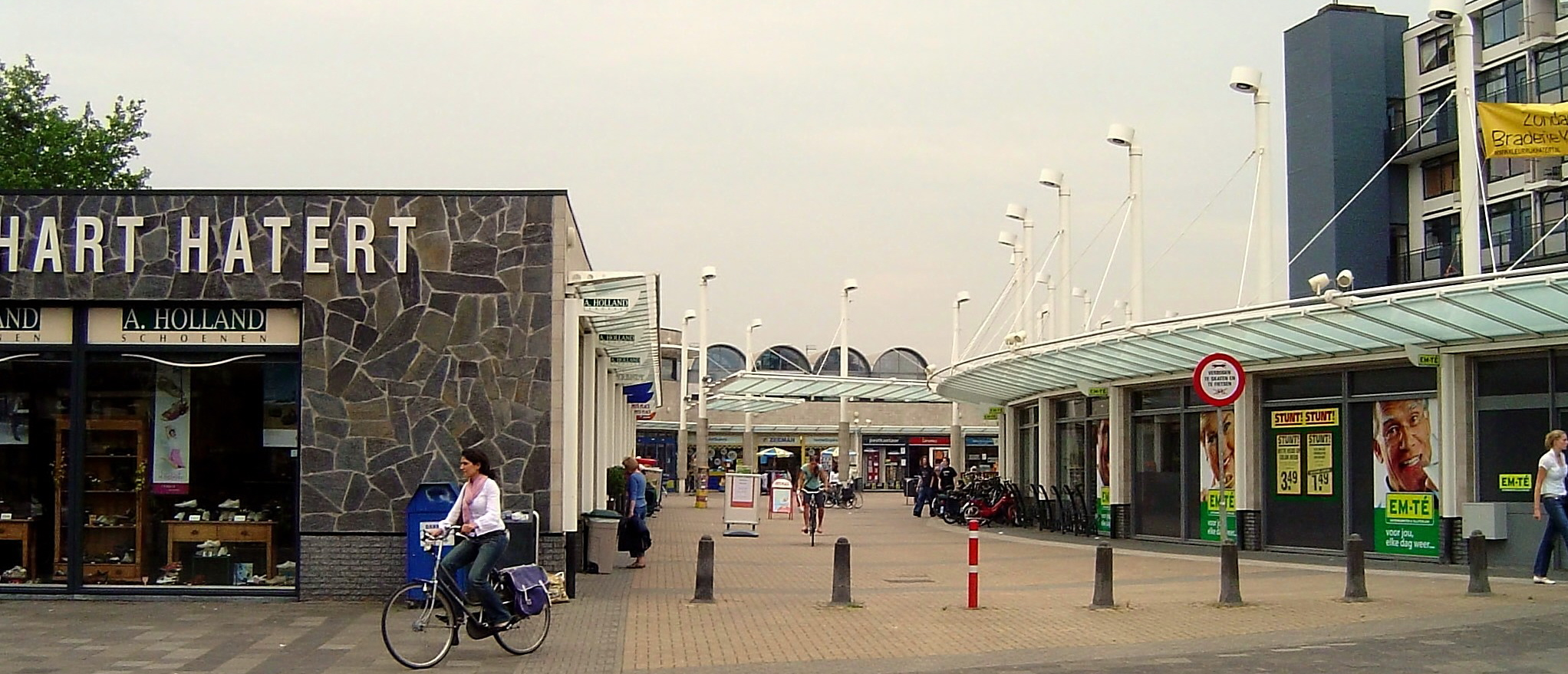
Winkelcentrum "Winkelhart Hatert"
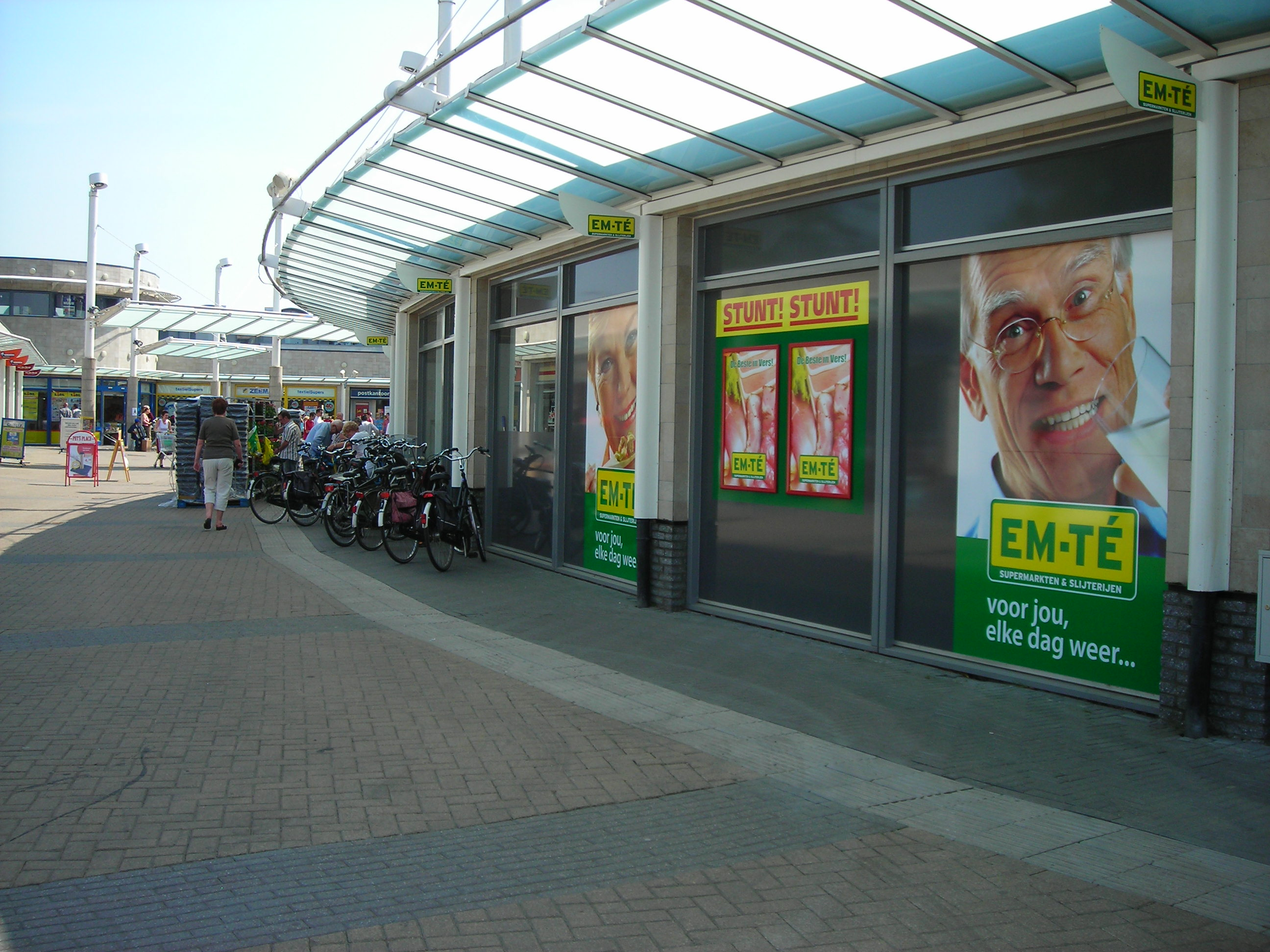
Detailopname in "Winkelhart Hatert"